# Ittiri
Ittiri település Olaszországban, Szardínia régióban, Sassari megyében. Lakosainak száma 8026 fő (2023. január 1.). Ittiri Banari, Florinas, Putifigari, Uri, Villanova Monteleone, Bessude, Ossi, Thiesi és Usini községekkel határos.

## Népesség
A település lakossága az elmúlt években az alábbi módon változott:
| Lakosok száma | 8619 | 8541 | 8026 |
|               | 2017 | 2018 | 2023 |